# ماچوانسکا میتروویتسا
ماچوانسکا میتروویتسا (به صربی: Mačvanska Mitrovica) یک منطقهٔ مسکونی در صربستان است که در Sremska Mitrovica Municipality واقع شده‌است. ماچوانسکا میتروویتسا ۲٫۴ کیلومتر مربع مساحت و ۳٬۸۹۶ نفر جمعیت دارد و ۷۶ متر بالاتر از سطح دریا واقع شده‌است.